# Lake Needoonga
Der Lake Needoonga ist ein See im Südwesten des australischen Bundesstaates Western Australia. 
Der See liegt im Verlauf des Brockman River ca. 2 km südlich von Bindoon.